# Mr. Bean: Den animerede serie
Mr. Bean: Den animerede serie (engelsk: Mr. Bean: The Animated Series) er en britisk animeret sitcom produceret af Tiger Aspect Productions i samarbejde med Richard Purdum Productions og Varga Holdings (for første sæson). Baseret på den populære live-action tv-sitcom af samme titel skabt af Rowan Atkinson og Richard Curtis, centrerer serien om Mr. Bean, Teddy, Irma Gobb og Reliant Regals mystiske chauffør, Mrs. Wicket, som stammer fra Mr. Bean's. Diary er Beans værtinde med den nye tilføjelse af hendes onde kat Scrapper. I februar 2001 blev serien officielt annonceret.
Debuterede lørdag den 2. marts 2002 og sluttede oprindeligt mandag den 1. november 2004, den første sæson med i alt 26 halvtimes episoder blev sendt, hver bestående af to 11-minutters segmenter. Den første sæson blev oprindeligt sendt på ITV i en bedste sendetid lørdag aften. I 2004 forlod serien lørdag aften i bedste sendetid på ITV-udsendelsessegmenter adskilt. Så i 2005 blev serien i stedet sendt dagligt på CITV på grund af showets popularitet hos et yngre publikum. Dette resulterede i, at serien blev opdelt i 52 11-minutters episoder.
I januar 2014 blev en genoplivning af serien annonceret, hvor Rowan Atkinson vendte tilbage som Mr. Beans stemme, sammen med andre medvirkende, der gentog deres roller. Genoplivningen indeholdt to nye serier og 78 afsnit; den havde premiere den 16. februar 2015. Genoplivningen indeholdt mere egentlig dialog end i den originale serie, som for det meste bød på små lydeffekter og mumlen.